# Diocèse de Bridgeport

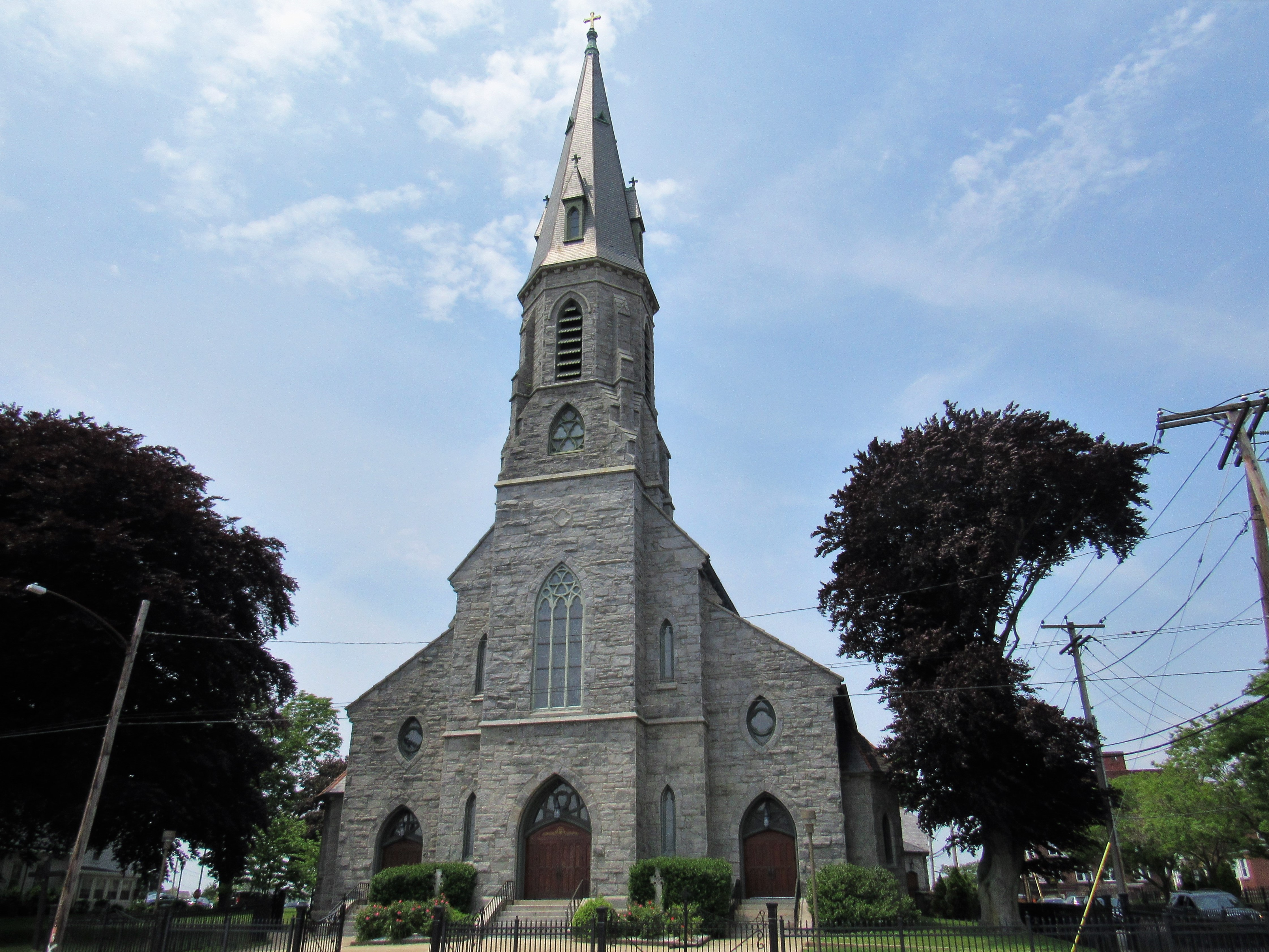
Cathédrale Saint-Augustin de Bridgeport.

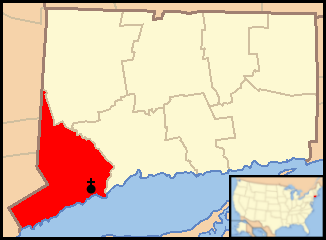
Localisation

Le diocèse de Bridgeport (Dioecesis Bridgeportensis) est un siège de l'Église catholique aux États-Unis, suffragant de l'archidiocèse de Hartford. En 2015, il comptait 420 000 baptisés pour 939 904 habitants. Il est tenu par Mgr Frank Caggiano (en).

## Territoire
Le diocèse comprend le comté de Fairfield au Connecticut.
Le siège épiscopal est à Bridgeport, où se trouve la cathédrale Saint-Augustin (Saint Augustine). Il y a à Stamford la basilique mineure Saint-Jean-l'Évangéliste.
Le territoire s'étend sur 1.621 km² et est subdivisé en 82 paroisses.

## Histoire
Le diocèse est érigé le 6 août 1953 par la bulle Qui urbis Hartfortiensis de Pie XII, recevant son territoire du diocèse de Hartford, qui est élevé en archidiocèse métropolitain.
Deux évêques de Bridgeport ont été créés cardinaux : Lawrence Shehan et Edward Egan.

## Statistiques
- En 1959, le diocèse comptait 275.581 baptisés pour 617.800 habitants (44,6%), 309 prêtres (177 diocésains et 132 réguliers), 193 religieux et 564 religieuses dans 73 paroisses
- En 1966, le diocèse comptait 298.607 baptisés pour 713.100 habitants (41,9%), 376 prêtres (234 diocésains et 142 réguliers), 233 religieux et 949 religieuses dans 87 paroisses
- En 1976, le diocèse comptait 331.734 baptisés pour 826.800 habitants (40,1%), 336 prêtres (198 diocésains et 138 réguliers) 162 religieux et 754 religieuses dans 84 paroisses
- En 1990, le diocèse comptait 354.020 baptisés pour 826.000 habitants (42,9%), 333 prêtres (238 diocésains et 95 réguliers) 50 diacres permanents 100 religieux et 710 religieuses dans 90 paroisses
- En 2000, le diocèse comptait 363.246 baptisés pour 838.362 habitants (43,3%), 294 prêtres (226 diocésains et 68 réguliers), 83 diacres permanents, 68 religieux et 489 religieuses dans 88 paroisses
- En 2006, le diocèse comptait 410.304 baptisés pour 903.291 habitants (45,4%), 325 prêtres (279 diocésains et 46 réguliers), 99 diacres permanents, 46 religieux et 395 religieuses dans 87 paroisses
- En 2015, le diocèse comptait 420.000 habitants pour 939.904 habitants (44,7%), 231 prêtres (199 diocésains et 32 réguliers), 99 diacres permanents, 34 religieux et 298 religieuses dans 82 paroisses[1]